# Municipio de Ostrzeszów
Ostrzeszów es un municipio (gmina) urbano-rural en el distrito de Ostrzeszów, voivodato de Gran Polonia, en el centro-oeste de Polonia. Su sede está en la ciudad de Ostrzeszów, la cual se encuentra aproximadamente a 134 kilómetros de la capital regional Poznań.
El municipio tiene una superficie de 187,49 km² y en 2006 su población total era de 23 346 habitantes (de los cuales la población de Ostrzeszów sumaba un total de 14 536 y la población de la zona rural era de 8810 habitantes).

## Pueblos
Además de la ciudad de Ostrzeszów, el municipio de Ostrzeszów tiene los siguientes pueblos y aldeas: Bledzianów, Jesiona, Kochłowy, Korpysy, Kotowskie, Kozły, Królewskie, Kuźniki, Marydół, Myje, Niedźwiedź, Olszyna, Ostrzeszów-Pustkowie, Potaśnia, Rejmanka, Rogaszyce, Rojów, Siedlików, Szklarka Myślniewska, Szklarka Przygodzicka, Turze y Zajączki.

## Municipios contiguos
El municipio de Ostrzeszów está rodeado de los municipios de Doruchów, Grabów nad Prosną, Kępno, Kobyla Góra, Mikstat, Przygodzice y Sośnie.